# (209635) 2005 BR1
(209635) 2005 BR1 (2005 BR1, 2007 RW110) — астероїд головного поясу, відкритий 17 січня 2005 року.
Тіссеранів параметр щодо Юпітера — 3,468.